# Ariadna muscosa
Ariadna muscosa là một loài nhện trong họ Segestriidae.
Loài này thuộc chi Ariadna. Ariadna muscosa được Vernon Victor Hickman miêu tả năm 1929.